# Податнево
Податнево — упразднённая деревня в Александровском районе Владимирской области России.

## География
Урочище находится в северо-западной части области, в зоне хвойно-широколиственных лесов, к югу от автодороги 17А-2, на расстоянии примерно 14 километров (по прямой) к востоку от города Александрова, административного центра района.

### Климат
Климат характеризуется как умеренно континентальный, с умеренно тёплым летом, холодной зимой, короткой весной и облачной, часто дождливой осенью. Среднегодовая температура воздуха — +3,4 °C. Годовое количество атмосферных осадков — 549 миллиметров, из которых большая часть выпадает в тёплый период.

## История
В «Списке населенных мест Владимирской губернии по сведениям 1859 года» населённый пункт упомянут как деревня Податнева Александровского уезда, при колодцах, расположенная по правую сторону от просёлочного тракта из Александрова в Юрьев, в 18 верстах от уездного города. В деревне насчитывалось 8 дворов и проживало 136 человек (60 мужчин и 76 женщин).
По состоянию на 1905 год, в Податневе имелось 27 дворов и проживало 176 человек. В административном отношении деревня входила в состав Андреевской волости.
В советское время входила в состав Андреевского сельсовета Александровского района (в период с 1941 до 1965 годы — в составе Струнинского района). Упразднена решением облисполкома № 441 от 21 апреля 1977 года как фактически не существующая.